# Daniel Hesselius z Cetvinberka
Daniel Hesselius z Cetrinberka něm. von Czetwinberg (kolem roku 1600 – 1661 Litoměřice), byl český římskokatolický duchovní, děkan litoměřické kapituly v letech 1647–1661.

## Život
Byl litoměřickým sídelním kanovníkem na sklonku neklidných časů třicetileté války. Poslední děkan litoměřické kolegiátní kapituly a zároveň první děkan katedrální kapituly. S obdobím, kdy byl děkanem, se pojí založení a vznik litoměřické diecéze. Jemu také příslušelo, jako děkanovi - 2. dignitě v kapitule, přivítat v Litoměřicích v čele kolegiátní kapituly při intronizaci 19. května 1656 bývalou 1. dignitu kapituly a prvního litoměřického biskupa Maxmiliána Rudolfa Schleinitze, s nímž řadu let již spolupracoval. Zatímco 1. dignita - probošt kapituly v roce 1656 zanikla transformací na pozici litoměřického biskupa a byla obnovena až v roce 1907, dignita děkana kolegiátní kapituly byla přenesena na novou úroveň: děkan katedrální kapituly. Daniel Hesselius byl nositelem této kontinuity, která trvá až dodnes do začátku 21. století.